# Olu Oguibe
Olu Oguibe (Aba, Nigeria 14 de octubre de 1964) es un artista, curador, y poeta. Profesor de Arte y estudios Afroamericanos y director interino del Instituto de Estudios Afroamericanos de la Universidad de Connecticut, Oguibe es un alto miembro del Centro de Arte Lista de Vera y política en la New School, Nueva York y la Smithsonian Institution en Washington D. C. También es un historiador de arte, y uno de los principales contribuyentes a la teoría post colonial y los nuevos estudios de tecnología de la información. Oguibe es naturalizado Americano y vive en el histórico pueblo de Rockville, Connecticut.  Archivado el 7 de febrero de 2013 en Wayback Machine.

## Trayectoria/ Biografía
Educado en Nigeria e Inglaterra, en 1986 obtuvo una licenciatura en Bellas Artes de la Universidad de Nigeria.  En 1992 recibió un doctorado en Historia del arte de la School of Oriental and African Studies Universidad de Londres.
Oguibe enseñó teoría crítica en el Goldsmiths College antes de trasladarse a los Estados Unidos. Hasta la fecha, su arte ha sido expuesto en museos y galerías alrededor del mundo incluyendo el Whitney Museum of American Art, Whitechapel Gallery, el Barbican Centre, de Londres, Migros Museum, Zurigo, el Museo irlandés de Arte Moderno, y Bonnefantenmuseum, Maastricht, entre muchos otros, así como en La Habana, Busan, y las Bienales de Johannesburgo, y más recientemente en la Bienal de Venecia 2007.  Sus obras de arte público se pueden encontrar en Alemania, Japón y Corea. Oguibe ha enseñado en varias universidades como la Universidad de Illinois en Chicago y la Universidad del Sur de Florida, donde ocupó la Presidencia Stuart Golding dotados en el arte africano.  Archivado el 7 de febrero de 2013 en Wayback Machine. Durante su exposición en la documenta 14 en 2017, estalló en las redes sociales un acalorado debate entre organizadores, periodistas y otros artistas sobre hasta qué punto el pensamiento político y el trabajo artístico podían realmente separarse. Los comentarios de Oguibe sobre los ataques a la revista satírica Charlie Hebdo y sobre las acciones de Hamás en Israel despertaron fuertes preocupaciones entre los panelistas y quienes presenciaron estos comentarios sobre la integridad moral real del artista.

## Curador Internacional
También se ha desempeñado como curador o co-curador de numerosas exposiciones. Estos incluyen la segunda Bienal de Cerámica de arte contemporáneo en Génova y Albisola, Italia en 2003, Vidarte 2002: Internacional de Vídeo y Media Art Festival en el Palacio Postal, Ciudad de México en 2002, Century City en la Tate Modern, de Londres, en 2001; Authentic / Ex-céntrico: África dentro y fuera de África para la 49.ª Bienal de Venecia en 2001, y los Cinco Continentes y una Ciudad: Salón Internacional de Pintura tercero en el Museo de la Ciudad, Ciudad de México en el año 2000. Se ha desempeñado como asesor de las bienales de Dakar, Johannesburgo y La Habana y como crítico-en-residencia en la residencia del Arte Omi Internacional de los artistas. 

## Publicaciones
Los escritos críticos y teóricos de Olu Oguibe han aparecido en varios volúmenes clave incluyendo The Dictionary of Art, Art History and its Methods, Art in Theory 1900-2000, The Visual Culture Reader, The Third Text Reader on Art and Culture, The Black British Culture and Society Reader, y Theory in Contemporary Art: From 1985 to the Present, al igual que en revistas internacionales de arte como Frieze, Flash Art International, Art Journal, Texte zur Kunst, Zum Thema, Third Text and Criterios. Sus más recientes libros incluyen Reading the Contemporary: African Art from Theory to the Marketplace (MIT Press, 2000) y The Culture Game (University of Minnesota Press, 2004).